# Gymnocorymbus ternetzi
Gymnocorymbus ternetzi és una espècie de peix de la família dels caràcids i de l'ordre dels caraciformes. Poden assolir fins a 7,5 cm de llargària total. Menja cucs, crustacis petits i insectes. Viu en zones de clima subtropical entre 20 °C - 26 °C de temperatura, a Sud-amèrica: conques dels rius Paraguai i Guaporé a l'Argentina.